# Ascorhynchus somaliensis
Ascorhynchus somaliensis is een zeespin uit de familie Ascorhynchidae. De soort behoort tot het geslacht Ascorhynchus. Ascorhynchus somaliensis werd in 1994 voor het eerst wetenschappelijk beschreven door Stock. 